# Ossinodus
Ossinodus — вимерлий рід стеблових чотириногоподібних. Скам'янілості були знайдені у формації Дакабрук у Квінсленді, Австралія, що датується середньою візейською стадією раннього карбону (Міссісіпського періоду). Спочатку його відносили до родини Whatcheeriidae, але відсутність міжскроневої кістки, як припускає нещодавня реконструкція черепа на основі фрагментарного матеріалу, може довести, що це стебло всіх Whatcheeriidae.
Найдавніша відома патологічна кістка стегоцефала, зламана права променева кістка, була віднесена до Ossinodus.
Ossinodus за масою можна порівняти з сучасними китайськими гігантськими саламандрами. Порівняно з багатьма іншими чотириногими молюсками пізнього девону, за оцінками, вони мали 1–2 метри в довжину. Ossinodus були рибоїдними, враховуючи середовище існування та форму зубів.
Розбитий радіус, знайдений серед останків Ossinodus в Австралії, свідчить про те, що вони проводили значну частину свого часу на суші. Завдяки аналізу кінцевої сили сила, необхідна для отримання пошкодження кістки, можлива лише внаслідок падіння з певної висоти. Невідомо, чи були Ossinodus в основному водними чи наземними, але можна з упевненістю сказати, що вони проводили час як у воді, так і на суші.